# 纹眉
纹眉是一种将金属或者植物颜料透过刺破皮肤来渗透入真皮层下，然后描繪及永久保持眉毛形状的美容外科方法。

## 历史
纹眉在20世纪80年代末、90年代初在中国大陸曾十分流行，至少三分之一的中国城市女性透过纹眉来保持这种永久化妆艺术。在中国内地以外的国家和地区也十分流行这种美容方法。最近也开始流行洗眉，即去掉以前纹眉留下的印迹。